# Cassius Fairchild
Cassius Fairchild est un colonel américain. Il est né le 16 décembre 1829 à Franklin Mills, aujourd'hui Kent, dans l'Ohio. Il est décédé le 24 octobre 1868 à Milwaukee dans le Wisconsin. Il est le fils de Jairus Cassius Fairchild et de Sally Blair. Son frère, Lucius Fairchild, est gouverneur du Wisconsin. Il est inhumé au Forest Hill Cemetery de Madison, dans le Wisconsin.

## Carrière
Cassius Fairchild étudie au Carroll College de Waukesha, dans le Wisconsin. Il s'intéresse également de très près à la politique et devient, en 1859, le président du parti démocratique du Wisconsin. Lorsque la guerre éclate, Cassius Fairchild est membre de la garde du gouverneur, une milice locale. Il s'engage alors avec le grade de major dans le 16e régiment d'Infanterie du Wisconsin en octobre 1861 où il est nommé immédiatement lieutenant-colonel.
En mars 1862, son régiment fait marche vers le sud. Le 6 avril 1862, alors qu'il commande de nouvelles recrues en ce premier jour de la bataille de Shiloh, il reçoit une balle dans la cuisse. Il frôle l'amputation, jugée dangereuse, et passe une année à soigner cette blessure.
En mai 1863, il retrouve son régiment pour le siège de Vicksburg mais sa blessure le fait encore souffrir, ce qui limite sa participation à la prise de Vicksburg.
Le 17 mars 1864, il devient colonel de son régiment qui intègre le 17e Corps d'Armée. Il le dirige sur les champs de bataille de Kennesaw Mountain et d'Atlanta ainsi que lors de la campagne de Savannah.
Le 13 mars 1865, Cassius Fairchild est promu général de brigade pour bravoure.
À la fin de la guerre, il retourne chez lui où, en 1866, il devient Marshal des États-Unis dans le Wisconsin à Milwaukee.
Le 24 octobre 1868, il meurt des suites de complications de sa blessure de guerre. Il laisse une veuve épousée 10 jours plus tôt.

### Sources
- (en) History of Dane County de Butterfield, Consul Willshire (1880)